# Българско училище „Родолюбие“ (Рабат)
Българското училище „Родолюбие“ е училище на българската общност в град Рабат, Мароко. Има филиал в град Казабланка. Създадено е през 1986 г. То функционира към Посолството на България в Рабат. През учебната 2020/2021 г. в него се обучават 20 деца. Към 2023 г. директорка на училището е Ана Радева.
В училището се провеждат извънкласни дейности.

## История
Училището е създадено през 1986 г., а от 2012 г. получава финансова подкрепа от Министерството на образованието и науката на България.

## Ученици
Брой на учениците през учебните години:
- 20 – учебна 2020/2021 г. (по 10 в Рабат и Казабланка)[3]